# Vitki korenovec
Vitki korenovec (znanstveno ime Gymnopus dryophilus) je gliva iz rodu korenovcev (Gymnopus).

## Značilnosti
Klobuk je sploščen in ima v premeru od 2 do 5 cm. Je svetlo rjave barve s svetlejšim valovitim robom.
Lističi so gosti, zaokroženo pripeti na bet in zelo svetlo bež ali bledo rjave barve. Ima številne vmesne lističe, ki ne segajo od roba klobuka do beta.
Bet je žilav, vlaknat in brez obročka. Dolg od 2 do 5 cm in ima v premeru od 2 do 5 mm. Je valjast z rahlo nabreklim spodnjim delom. Površina je svilnata. Je rjave barve in postopoma temni proti dnišču, ki je prekrito s bledimi ščetinastimi dlačicami.
Ima prijeten vonj in okus.

## Razširjenost in življenjski prostor
Vitki korenovec je gniloživka na razpadajočem listju ali iglicah. Pojavlja se v skupinah tako v listnatih gozdovih kot v nasadih iglavcev, najpogosteje pa jih najdemo v gozdovih ali parkih pod hrastovimi drevesi. Je široko razširjen v krajih z zmernim podnebjem po celotni severni polobli.

## Mikroskopske značilnosti
Trosni odtis je bele barve. Trosi so eliptični, gladki, neamiloidni in merijo 5–6,5 x 2,5–3,5 μm.

## Podobne vrste
- žleborobi korenovec (Gymnopus aquosus) je svetlejši in ima vodenasto in žlebasto obrobje klobuka.
- sehlični korenovec (Gymnopus erythropus) je bolj temnih barv in ima rdečkast bet
- hrastov korenovec (Gymnopus fusipes) ima koničasto zaključen bet
- žaltava korenarka (Rhodocollybia butyracea) ima rožnat trosni prah
- dišeča sehlica (Marasmius oreades) ima bolj široke in redke lističe
- šopasta pakorenovka (Collybiopsis confluens) ima manjše klobučke in dolg in fino kosmat bet

## Uporabnost
Velja za užitno gobo, čeprav nekateri navajajo, da lahko povzroča prebavne težave.
Vsebuje beta-glukane z protivnetnim delovanjem.

## Galerija slik
- ilustracija
- klobuk
- lističi in bet
- trosi